# Pheropsophus
Pheropsophus – rodzaj chrząszczy z rodziny biegaczowatych i podrodziny Brachininae.

## Morfologia
Biegaczowate te charakteryzują się następującymi cechami: rowek żuwaczek jednoszczecinkowy, ostatni człon głaszczek klinowaty. Przednie panewki biodrowe otwarte lub z tyłu zamknięte, górna ostroga goleni nieco wewnętrzna, ostatni człon przednich stóp samców symetryczny lub prawie symetryczny, wierzchołkowa błonka pokryw nieobecna, co najmniej kilka wgłębień w mikrorzeźbie pokryw, płatek metepimeronu duży, paramery samców małe, valvifer pokładełka samic bezwłosy.

## Taksonomia
Rodzaj opisany został w 1833 roku przez A. J. J. Soliera, a jego gatunkiem typowym ustanowiony Brachinus madagascariensis Dejean, 1831.
Rodzaj ten podzielony jest na 3 podrodzaje:
- Aptinomorphus Jeannel, 1949
- Pheropsophus Solier, 1833
- Stenaptinus Maindron, 1906

## Gatunki europejskie[2]
- Pheropsophus africanus
- Pheropsophus arabicus
- Pheropsophus assimilis
- Pheropsophus beckeri
- Pheropsophus catoirei
- Pheropsophus chaudoiri
- Pheropsophus chinensis
- Pheropsophus consularis
- Pheropsophus emarginatus
- Pheropsophus formosanus
- Pheropsophus hilaris
- Pheropsophus hispanicus
- Pheropsophus hubenthali
- Pheropsophus iranicus
- Pheropsophus javanus
- Pheropsophus jessoensis
- Pheropsophus lineifrons
- Pheropsophus lissoderus
- Pheropsophus marginicollis
- Pheropsophus nebulosus
- Pheropsophus occipitalis
- Pheropsophus picicollis
- Pheropsophus prophylax
- Pheropsophus riffaudi
- Pheropsophus Rolex
- Pheropsophus scythropus
- Pheropsophus sobrinus
- Pheropsophus suensoni
- Pheropsophus verticalis